# Běloruská menšina v Česku
Běloruská menšina v Česku je tvořena občany České republiky hlásícími se k běloruské národnosti a státními příslušníky Běloruské republiky, kteří mají v ČR krátkodobý nebo trvalý pobyt. Podle údajů Ministerstva vnitra žijí na území státu více než 4 tisíce běloruských občanů.

## Historie a současnost
Ve 20. století se Praha stala centrem běloruské menšiny v českých zemích. V letech 1918–1925 zde funkci konzula Běloruské lidové republiky zastával Mikalaj Vjaršynin. V letech 1920–1930 v Praze, Poděbradech, Příbrami a v Brně díky materiální podpoře československé vlády a veřejného česko-ukrajinského výboru pro pomoc ukrajinským a běloruským studentům vystudovalo kolem 300 studentů ze západního Běloruska, mezi nimi např. Viktar Val'tar, Jazep Mamoňka, S. Busel, Janka Heniuš, L. Krasouskaja, Ljavon Rydleuski nebo Mikola Čarnecki. Při Ukrajinské hospodářské akademii v Poděbradech fungoval v letech 1925–1927 běloruský studentský kroužek. 1. listopadu 1923 se do Prahy přestěhovala vláda a prezidium Rady Běloruské lidové republiky (včetně Pjotra Kračeuského a Vasil'a Zacharky), které zde fungovaly do března 1943 (jako emigrační úřad do roku 1925). V meziválečném období fungovala celá řada běloruských institucí: Svaz běloruských studentských organizací, Běloruská (Kryvická) kulturní společnost F. Skaryny, Běloruský vědecký kabinet, v roce 1928 byl založen Běloruský zahraniční archív. V roce 1941 probíhaly korespondenční kurzy bělorusistiky.
Po druhé světové válce žilo v Praze zhruba 300 běloruských rodin. Žili zde a pracovali Larysa Henijuš a Michail Zabejda-Sumicki.
K rozvoji běloruského života došlo v 90. letech 20. století. Přispěl k tomu kulturní program Bělorusové v Praze, v jehož rámci proběhla stejnojmenná výstava, seminář věnovaný Františku Skarynovi, zorganizovaný Sdružením Bělorusů České republiky Františka Skaryny. 31. října 1996 byl na Pražském hradě odkryt pomník tohoto běloruského učence. V březnu 1998 se zde odehrálo setkání Bělorusů z Francie, Rakouska, Polska, Německa a Belgie při příležitosti 80. výročí vyhlášení Běloruské lidové republiky.
25. března 1998 bylo při organizaci Člověk v tísni otevřeno Běloruské centrum (koordinátorem byl U. Jandzjuk), v březnu 1999 pak informační kancelář občanské iniciativy Charta 97. Ve dnech 2.–5. června 1998 proběhl v Praze 7. všeslovanský sjezd, kterého se zúčastnila i desetičlenná delegace Běloruské republiky v čele s vyslancem Národního shromáždění Běloruské republiky Sergejem Kascjanem.
V roce 1999 byla zaregistrována běloruská galerie Salameja, vytvořená umělkyní N. Valavou.
Podle údajů Ministerstva školství na pražských vysokých školách v roce 2000 studovalo 12 studentů z Běloruska.
Studium bělorusistiky v době Československé Republiky na Filozofické fakultě Univerzity Karlovy bylo vedené profesorem Václavem Židlickým (1931-2002), v Bělorusku známým nejen vynikajícími znalostí běloruského jazyka, ale i svými pracemi o běloruské literatuře.